# (467076) 2016 DQ20
(467076) 2016 DQ20 es un asteroide perteneciente al cinturón de asteroides, descubierto el 30 de octubre de 2007 por el equipo Spacewatch desde el Observatorio Nacional de Kitt Peak (Arizona, Estados Unidos).